# Baryd
Der Baryd war ein Längenmaß und ein sogenanntes Wegemaß in Mokka (Jemen) und ist mit der Meile vergleichbar.
- 1 Baryd = 4 Farsakh = 21,12 Yards[1] = 12 Meilen (engl.) = 19,3 Kilometer (18,3 Kilometer[2])
- 6 Baryds auf 1 Meridiangrad

Das Maß war die Strecke, die beladene Kamele in 4 Stunden zurücklegten.